# پیمانکاری مستقل

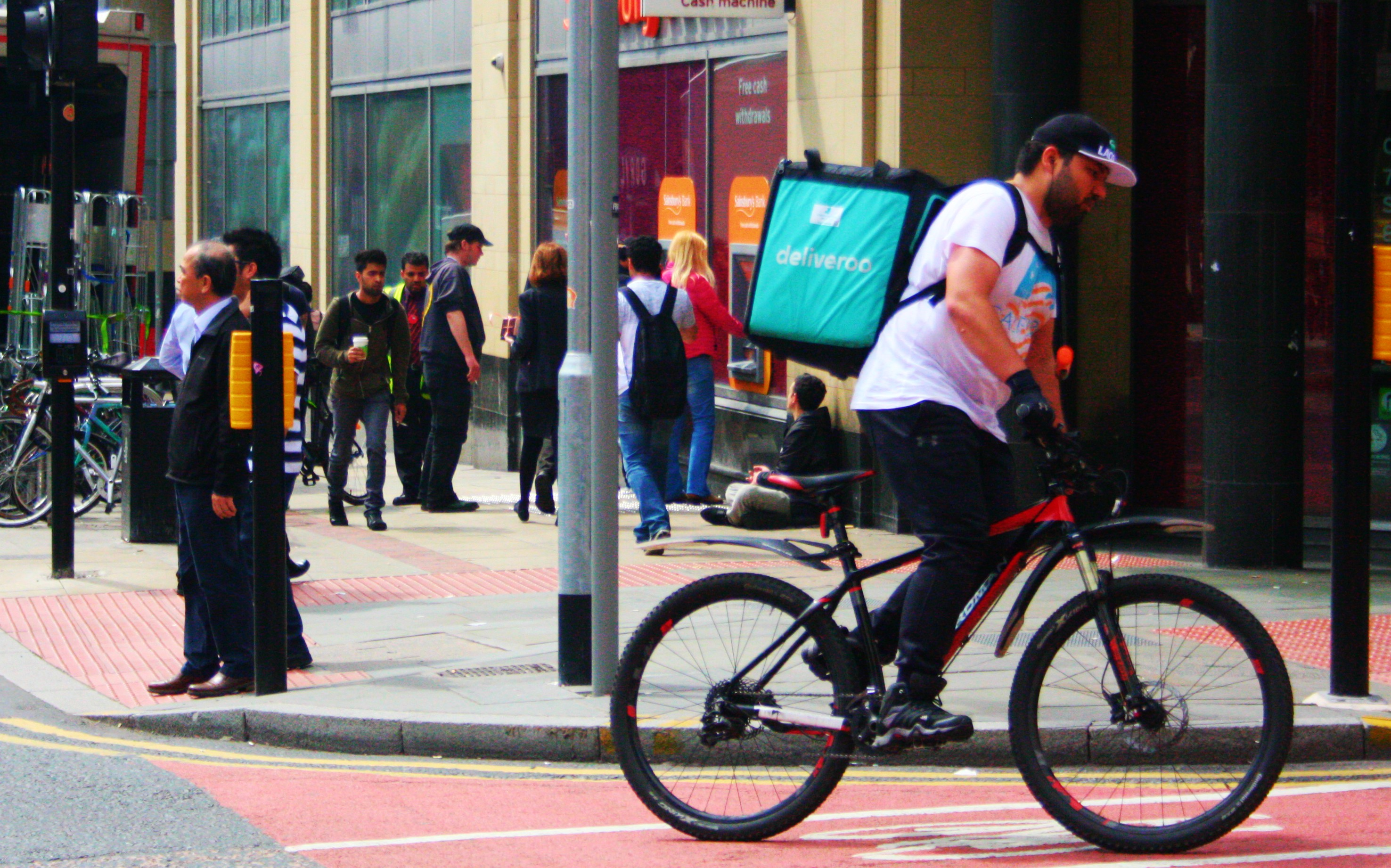
پیک پیمانکاری مستقل Deliveroo، منچستر، انگلستان

پیمانکاران مستقل که به آنها آزادکار (کار آزاد) نیز می‌گویند، کارمندان بسترهای مجازی، پیمانکاران با شرکتها، کارمندانی که از طریق تلفن به شرکتها یا به مشتریان خدمات می‌دهند و کارگران موقت هستند. پیمانکاران مستقل برای ارائه خدمات به مشتریان شرکت، قراردادهای رسمی با شرکتها منعقد می‌کنند. برای نمونه، فردی که از طریق بستر دیجی‌کالا محصولات خود را می‌فروشد یک پیمانکار مستقل محسوب می‌شود.
در بسیاری از کشورها، طبقه‌بندی حقوقی پیمانکاران مستقل همچنان مورد بحث است، چرا که شرکتها این کارکنان را «مستقل» می‌دانند و آنها را مستحق دریافت بیمه و بازنشستگی و سایر مزایا نمی‌دانند. در مقابل انجمنهای کارگری خواهان طبقه‌بندی این پیمانکاران به عنوان «کارمند» هستند، تا به لحاظ قانونی شرکتها ملزم به پرداخت مزایا برای آنها شوند.

## مزایا و معایب
پیمانکاران مستقل عموماً آزادی عمل زیادی دارند و برنامه کاری خودشان را می‌توانند به دلخواه خود تنظیم کنند و به اصطلاح رئیس خودشان هستند.
اما این طبقه کاری دغدغه‌های خود را نیز دارند. اول از همه بحث عدم دریافت مزایا از کارفرمایان و عدم امنیت شغلی است. دوم اینکه به دلیل تحولات سریع حوزهٔ فناوری و تنوع آنها، به ویژه فضای مجازی، تعاریف حقوقی همچون «کارمند» و «کارفرما» عملاً کاربرد سنتی خود را برای پیمانکاران مستقل از دست داده‌است. انزوای اجتماعی، ساعات کار نامنظم و نامتعارف، و نهایتاً محرومیت از خواب و خستگی از معایب دیگر این دسته از مشاغل هستند.

## آینده مشاغل پیمانکاری مستقل
به دلیل تنوع تعاریف، محدودیتهای جمع‌آوری اطلاعات، و طبیعت غیررسمی مشاغل پیمانکاری مستقل، ارایهٔ آمار دقیقی از تعداد این پیمانکاران دشوار است.
وودکاک و گراهام در کتاب خود، The Gig Economy، چهار مسیر را برای آیندهٔ پیمانکاران مستقل ترسیم می‌کنند: افزایش شفافیت، مقررات بهتر، سازماندهی صنفی قویتر پیمانکاران، و بسترهایی برای تشریک مساعی آنها.

## موارد مرتبط
- لایحه مجمع کالیفرنیا 5 (2019)
- خود اشتغالی کاذب
- لیست شرکتهای بزرگ اقتصادی
- اقتصاد پلتفرمی
- نارسایی